# 프란실레우두 산투스
프란실레우두 시우바 두스 산투스(포르투갈어: Francileudo Silva dos Santos, 1979년 4월 20일 브라질 제 두카 ~ )는 브라질 태생의 전 튀니지 축구 선수이다.

## 경력
그는 벨기에 주필러 리그의 스탕다르 리에주에 스카웃되기 이전에는 브라질의 2부 클럽인 삼파이우 코레아에서 뛰고 있었다. 1996년 17세의 나이로 벨기에로 건너간 산투스는 어린나이와 부적응으로 인해 2년간 뛰면서 단 10경기만 출장하고 득점 기록은 거의 하지 못하는 부진에 시달리게 되었다.
이 때 튀니지의 명문 클럽인 에투알 스포르티브 뒤 사엘의 코치였던 장 페르난데즈의 눈에 띄게 되어 이적하게 되었는데, 1998년부터 2000년까지 두 시즌을 뛰면서 총 50경기에 출장해 32골을 넣는 놀라운 득점력을 과시하게 되었고 자신을 발굴한 페르난데즈 코치를 따라 2001년 프랑스 르샹피오나의 FC 소쇼로 이적하게 된다. 그는 21살의 젊은 나이에 소속팀의 주축 공격수로 성장하였고, 2003-2004시즌 팀에서 가장 많은 14골을 득점하면서 팀의 쿠프 드 라 리그 우승을 견인하였다.
또한 그는 예전부터 브라질 대표가 되는 것을 꿈꾸었으나 줄리우 바프티스타, 프레드, 호비뉴 등에 밀려 대표로 선발조차 되지 못했고, 결국 축구 선수로서의 꿈인 월드컵 무대에 서기 위하여 2004년 브라질 국적을 포기하고 튀니지 국적을 취득하여, 그 해 베냉과의 경기에서 튀니지 대표로 데뷔하게 되었다.
몇 주 후 열렸던 2004년 아프리카 네이션스컵에서 팀내에서 가장 많은 4골을 기록하였고, 2006년 아프리카 네이션스컵 잠비아와의 경기에서는 해트트릭을 달성하기도 하였다. 그리고 그는 2005년 325만 유로에 소속팀을 툴루즈 FC로 옮기기도 했으며, 2006년 FIFA 월드컵 이후 FC 취리히로 이적하였다가 다시 친정팀인 툴루즈 FC를 거쳐 2008년 시즌 자신이 본격적으로 유럽무대에서의 재능을 꽃피웠던 FC 소쇼로 돌아오게 되었지만 2009년에 하차했다. 2010년 1월 FC 이스트르로 이적했으며 6개월 후에 에투알 스포르티브 뒤 사엘로 복귀했다. 2013년 현역 은퇴했다.

## 챔피언스리그 기록
2007년 2월 FC 취리히 소속으로 출전했던 FC 스파르타크 모스크바와의 경기에서 두 골을 기록하였지만, 이후 이렇다 할 기록을 남기지는 못했다.

## 대표팀에서의 기록
그는 2004년 베냉과의 경기에서 데뷔전을 치루었고, 현재까지 40경기에 출전하면서 22골을 기록하였다. 그러나 FIFA 월드컵 본선에서의 활약은 미미하였다. 2006년 FIFA 월드컵에서 튀니지 대표로 선발되었지만 대회 직전에 당한 무릎 부상으로 인해 컨디션을 회복하지 못해 조별 리그 마지막 경기인 우크라이나 전에 교체 선수로 11분간 출전하는데 만족해야 했다.